# Кротали

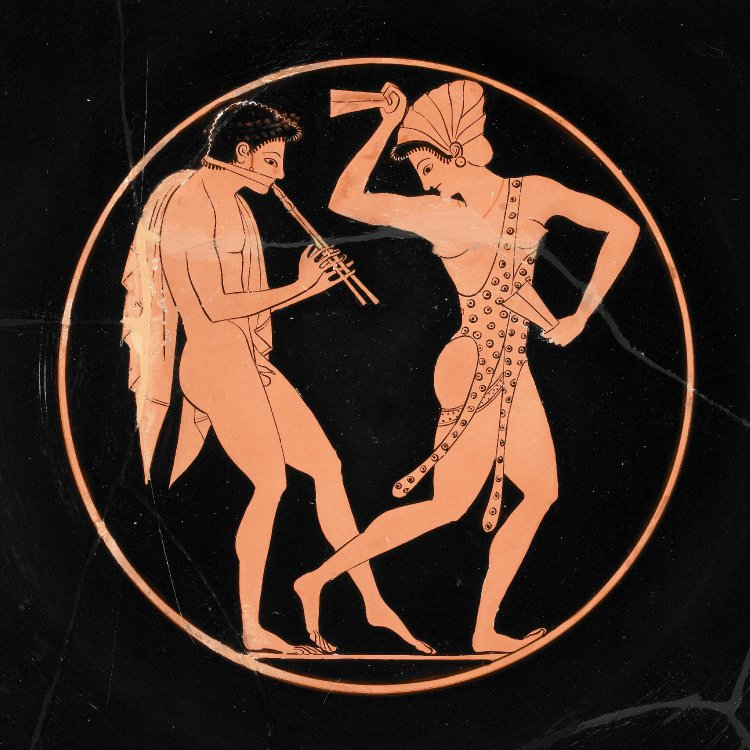
Танцівниця з кроталами (зліва — авлет). Фрагмент червонофігурної вази Епіктета, близько 500 р. до н. е. Британський музей

Кро́тали (дав.-гр. κρόταλα, однина κρόταλον) — давньогрецький ударний музичний інструмент, рід тріскачки, давній попередник кастаньєт.
Кротали являють собою два пов'язані між собою дерев'яні бруски довжиною 12-15 сантиметрів. У класичну епоху з кроталами танцювали жінки, зазвичай в ансамблі з лірником чи авлетом. Інструмент широко використовувався у світських церемоніях (наприклад, Сапфо описує їх у сцені весілля Гектора та Андромахи) і в рядових народних святах (але поза культом і не в театрі).
Словом «кротали» в давньогрецьких текстах також зрідка позначаються бронзові кимвали.
У ряді зарубіжних країн термін «кротали» застосовують як синонім (більш правильного і оригінального) терміна «античні тарілочки» (фр. cymbales antiques) — інструмента сучасного симфонічного оркестру.